# 中国青年
《中国青年》是中國共產主義青年團鄧中夏等人在1923年10月於上海創刊的機關刊物，後於廣州和漢口等地出版。其前身刊物為先驅，內容主要為提倡馬克思主義。